# Гениза

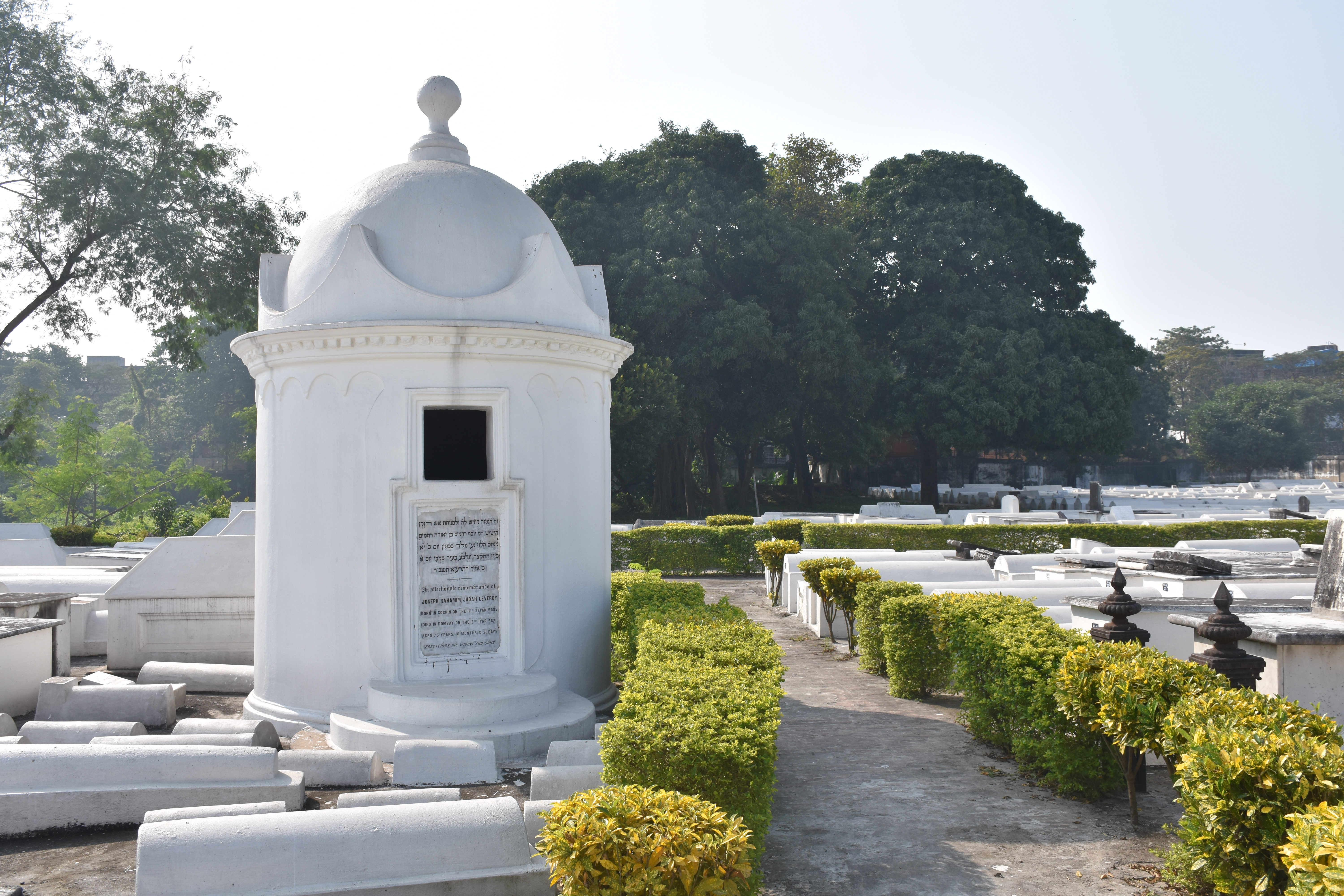
Гениза на еврейском кладбище в Калькутте.

Гениза́ (ивр. גְּנִיזָה‎) — в иудаизме место хранения пришедших в негодность священных текстов и их фрагментов: свитков Торы, изданий Танаха, Талмуда, молитвенников.
Уничтожение текстов, имеющих сакральное значение и содержащих имена и эпитеты Бога, а также предметов ритуала, считается святотатством и запрещено еврейскими религиозными нормами.

## Этимология

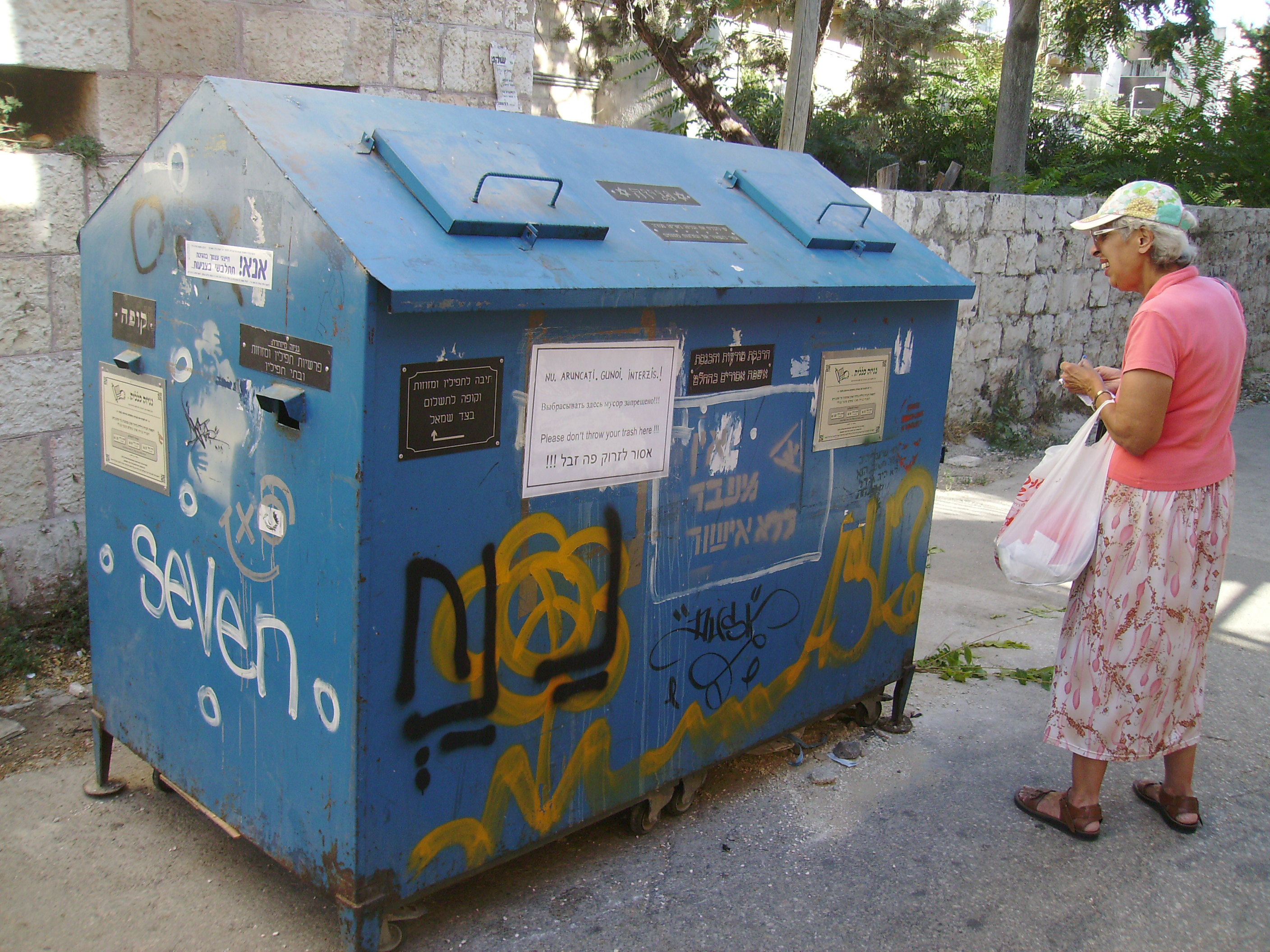
Современная гениза в иерусалимском районе Нахлаот.

Древнееврейское גְּנִיזָה‎ («хранение», в современном значении также «архив») имеет корень ג-נ-ז‎ с общим значением «прятать, откладывать», заимствованный через древнеперсидское *ganza — «сокровище» из мидийского языка.

## Каирская гениза
Древние генизы являются хранилищами ценных исторических источников. Прежде всего, это относится к каирской генизе, где, среди прочего, было обнаружено Киевское письмо. Исключительная сохранность документов каирской генизы объясняется полупустынным климатом, а исключительный объём архива — проживанием в Каире одной из крупнейших и самых экономически активных еврейских диаспор средневековья. Расширению собрания способствовал приток в Каир евреев, изгнанных в XV веке из Испании.